# Bunte

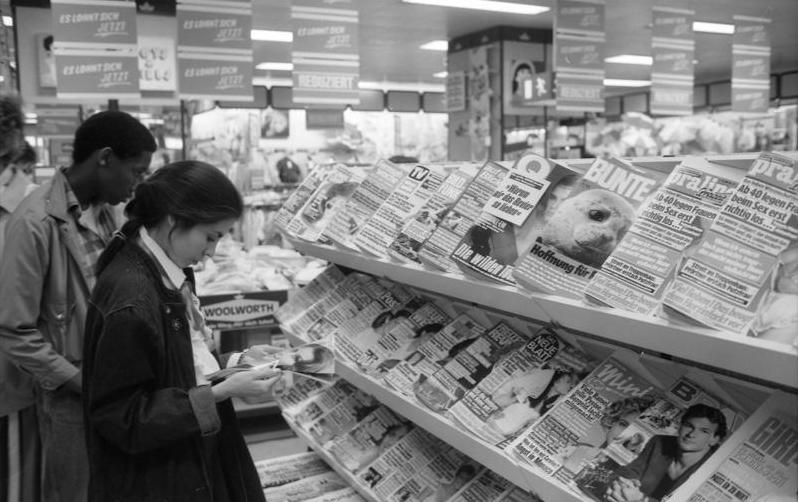
Photo d'un rayonnage de supermarché, où le magazine Bunte est présenté en 1988

Bunte est un magazine hebdomadaire allemand spécialisé dans les actualités des célébrités publié à Munich. Publié à partir de 1948, sous le nom de Das Ufer, il appartient à Hubert Burda Media. En 2011, il est considéré comme le 11e média le plus populaire d'Allemagne.